# Ryōhei Koba
Ryōhei Koba (jap. 木場 良平 Koba Ryōhei; ur. 13 grudnia 1962) – japoński strzelec sportowy. Brązowy medalista olimpijski z Barcelony.
Specjalizował się strzelaniu karabinowym. Brał udział w trzech igrzyskach olimpijskich (IO 84, IO 88, IO 92). W 1992 zajął trzecie miejsce w strzelaniu z trzech pozycji, na dystansie 50 metrów. W tej konkurencji był indywidualnie m.in. złotym medalistą igrzysk azjatyckich w 1986 i srebrnym w 1990 oraz zwycięzcą mistrzostw Azji w 1991. W strzelaniu w pozycji leżącej na dystansie 50 metrów był mistrzem igrzysk azjatyckich w 1990 i mistrzem Azji w 1991. W karabinie pneumatycznym na 10 m był trzeci w igrzyskach azjatyckich w 1990 i mistrzem Azji w 1991.